# Велика Яса
Велика Яса — зведення стародавніх звичаїв, збірник загальноприйнятих монгольських правових встановлень.

## Значення
Монгольське слово яса перекладається як «поведінка» або «декрет», акт, письмо, грамота, обов'язок, данина. За деякими даними від нього походить українське слово осавул або ясаул — син грамоти, посол, посильний, так само як слова ясак і ясир — данина (за законом).
Від цього слова також походить слово ясак, у значенні «данина».
Не збереглося жодної повної копії Великої Яси, хоча східні автори XIII—XV століть свідчать, що такі списки існували. Їхні відомості докладно зіставив Йозеф фон Гаммер-Пургшталь в «Geschichte des goldenen Horde» (Пешт, 1840).
Яса була монгольським імператорським законом, сформульованим Чингісханом на свій 49 день народження. Для монголів яса була узагальненою мудрістю засновника імперії, якого вважали богонатхненним Сином Неба Тенгрі.
Монголи і тюрки приписували Великій Ясі напівмагічну владу.

## Зміст Яси
Велика Яса складається поділяється на дві частини:
- I «Білік» — збірка висловів самого Чингісхана, у якій містилися погляди, повчання і рішення законодавця;
- II «Яса» — зведення позитивних законів, військових і цивільних зі встановленням відповідної кари за невиконання.

Відновлені письмові положення Яси розділяються на п'ять розділів:
1. Злочини, що караються смертю (всього 14 злочинів): вбивство, крадіжка, подружня зрада, содомія, неправдиве свідчення, чаклунство, неповернення раба, який втік, невіддання знайденої зброї чи здобичі, яку втрачено, та ін.
2. Війна, її ведення та військовий устрій — яким чином вести війну (без жалю до майна та життя ворогів), упорядкування війська (десятки, сотні тисячі, десятки тисяч (тумен), передача команд тощо. Вимога до здачі міста повинна бути короткотривалою — якщо місто не здавалося, то знищувалося і місто, і жителі.
3. Сім'я і сімейний лад — під час війни наймолодший син був за батька. Коли дружина чоловіка сподобалася пану — він мусив з нею розлучитися і передати її пану.
4. Похвальні доблесті.
5. Різні заборони.

## Розподіл здобичі
Згідно з Ясою, матеріальні цінності, добуті в поході, розподілялися так:
- 3/5 діставалося війську
- 1/5 діставалася джихангіру (керівникові походу)
- 1/5 діставалася верховному правителеві

Чингісхан у більшості походів поєднував обидві останні ролі, й до кінця життя мав десь чверть багатств Євразії на той час[джерело?].